# فرناندو کورباتو
فرناندو کورباتو (انگلیسی: Fernando J. Corbató؛ زادهٔ ۱ ژوئیهٔ ۱۹۲۶ - درگذشته ۱۲ ژوئیهٔ ۲۰۱۹) یک دانشمند در زمینه علوم رایانه اهل ایالات متحده آمریکا بود.
وی همچنین برنده جوایزی همچون جایزه تورینگ شده‌است.
فرناندو کوباتو در تاریخ ۱۲ ژوئیه ۲۰۱۹ (۲۱ تیر ۹۸) در نیوبوریپورت ماساچوست، در سن ۹۳ سالگی به علت بیماری دیابتی جان خود را از دست داد